# André Rolland de Renéville
André Rolland de Renéville, nacido en Tours el 8 de julio de 1903  y fallecido en París 13 el 23 de agosto de 1962,fue un poeta y ensayista francés.

## Biografía
Sus primeros manuscritos se imprimieron en 1926, en forma de tres poemas publicados en la antología de jóvenes poetas de J. LL d'Artrey (Ed. du Sphinx París 1926).
En diciembre de 1927 conoció a los escritores René Daumal y Roger Gilbert-Lecomte, cofundadores de la revista Le Grand Jeu [El Gran Juego] y del grupo homónimo.
En abril de 1929 apareció el ensayo Rimbaud le voyant [Rimbaud el vidente], que llamó la atención de los surrealistas. En varias ocasiones, Louis Aragon, André Breton y Paul Éluard intentaron acercarse a este entusiasta de la metafísica y del esoterismo. Daumal y Gilbert-Lecomte lo disuaden, convencidos de que sólo pueden ser maniobras destinadas a disolver su grupo.
En 1932, durante el “Asunto Aragón",tomó posición contra este último, en un artículo publicado en La Nouvelle Revue française, y dimitió del Grand Jeu. El grupo condena su actitud, juzgándola como“contrarrevolucionaria», durante una asamblea general en noviembre de 1932 .
Continuando con su obra, colaboró con la Nouvelle Revue Française de Drieu La Rochelle bajo la Ocupación, manteniendo correspondencia ocasional con Antonin Artaud y Breton. Con Jules Mouquet, dirigió en 1946 la primera publicación de las obras completas de Arthur Rimbaud en la colección de la Bibliothèque de la Pléiade . En 1947 fundó la revista Les Cahiers d'Hermès publicada por Editions du Vieux Colombier.
La obra de Renéville como poeta y crítico continuó luego de la ruptura, aunque no muy prolíficamente. La amistad que sostuvo con Antonin Artaud le valió en 1933 ser destinatario de la primera obra del Teatro de la Crueldad, La conquête du Mexique. Luego de la muerte de René Daumal en 1944 (unos meses después de la muerte de Roger Gilbert-Lecomte) Renéville publicó algunos textos sobre su antiguo compañero, prologó algunas de sus obras, así como de otros miembros del grupo. Falleció a los cincuenta y nueve años.

## Citas y juicios
- En Methods de Francis Ponge, página 18 de la edición de ensayos en folio encontramos este comentario: “Empiece por las palabras y avance hacia las cosas.” (Rolland de Renéville): "Bueno, eso no es cierto."
- El libro de Renéville L’expérience poétique (1938) ha merecido incluso una reseña de Walter Benjamin, una de las últimas que escribiera antes de morir y que aún se encuentra inédita en castellano y en francés.

## Publicaciones principales en francés y castellano
- Les Ténèbres peintes, prefacio de Philippe Soupault, 1926.
- Rimbaud le voyant, 1929, reedición de Le Grand Souffle Éditions, 2004, nueva edición completa establecida y anotada por Patrick Kremer.
- L'expérience poétique, 1938, reedición Le Grand Souffle Éditions, 2004. [Premio Paul-Flat de la Academia Francesa en 1938].
- Univers de la parole, 1944.
- La Nuit, l'esprit, 1946.
- Sciences maudites & poètes maudits, establecimiento de la edición, prefacio y notas de Patrick Krémer, Le Bois d'Orion, 1997.
- Souvenir de René Daumal, con frontispicio de Cassilda Miracovici y tres dibujos de André Rolland de Renéville, La Maison des amis des livres, 1997.
- "La elaboración de un método" en El gran juego. Revelación-Revolución (2016), La Rioja, pepitas de calabaza.
- "La palabra" en Revista Luthor "Renéville y Daumal: la experiencia poética de lo Absoluto. Las doctrinas tradicionales del lenguaje y la poesía en las vanguardias francesas" (2022), trad. e introducción Juan M. Dardón. Link: https://revistaluthor.com.ar/ojs/index.php/luthor/article/view/313/311